# Copidognathus pulcher
Copidognathus pulcher es una especie de ácaro marino del género Copidognathus, familia Halacaridae. Fue descrita científicamente por Lohmann en 1893.
Habita en islas Bermudas, en aguas europeas y en los Estados Unidos (estado de Florida). Estas especies miden aproximadamente 0.2 - 2.0 mm.